# Vinnius (animal)
Vinnius es un género de arañas araneomorfas de la familia Salticidae. Se encuentra en Sudamérica.   

## Lista de especies
Según The World Spider Catalog 12.5::
- Vinnius buzius Braul & Lise, 2002
- Vinnius camacan Braul & Lise, 2002
- Vinnius subfasciatus (C. L. Koch, 1846)
- Vinnius uncatus Simon, 1902